# Bernard-Frédéric de Turckheim
Pour les articles homonymes, voir De Turckheim.
Bernard-Frédéric, baron de Turckheim (1752-1831), est un homme politique français, banquier et président d'Église.

## Biographie

### Origines

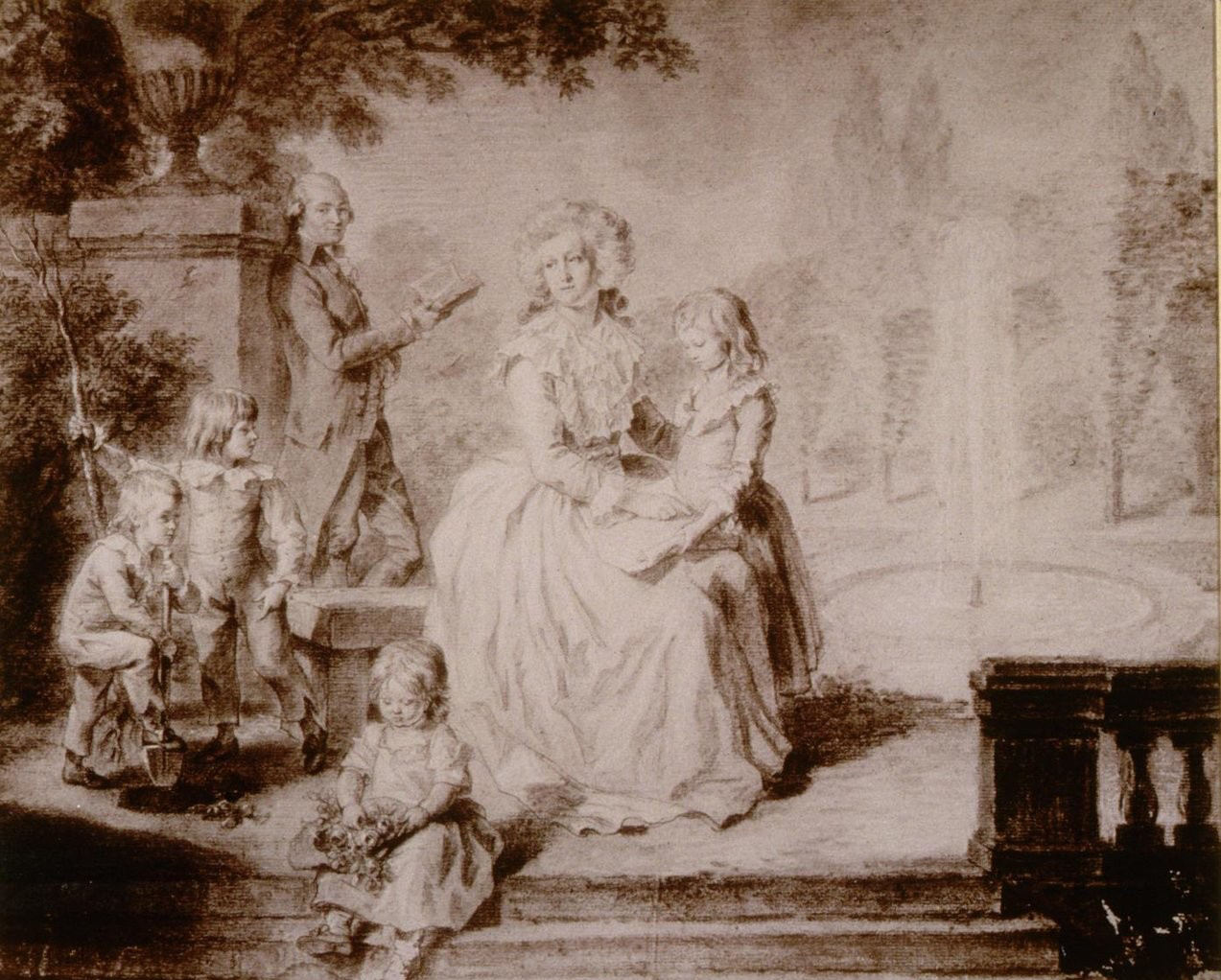
Baron Bernard-Frédéric de Turckheim et Lili née Schœnemann, sa fille Lili qui épousa plus tard Adrien Brunck de Freundeck, ses trois fils, Fritz, Charles, Guillaume

Bernard-Frédéric de Turckheim, né le 3 novembre 1752 à Strasbourg est le deuxième fils de Jean, 1er baron de Turckheim et baron du Saint-Empire (1782), financier et maire de Strasbourg, et de Marie-Madeleine Hennenberg. 
Après des études au Gymnase protestant, il s'inscrit en 1766 à la faculté des lettres de l'Université luthérienne de Strasbourg. Mais dès l'année suivante il part en apprentissage à la banque Schoenemann et Heyder de Francfort, qu'il poursuit à partir de 1770 aux Pays-Bas et dans plusieurs villes françaises. 
Il épouse à Francfort, le 25 août 1778  Anne Élisabeth Schönemann, le grand amour de Goethe, dont il aura cinq enfants :
- Élisabeth (1779-1865), épouse d'Adrien Brunck, officier, fils de Richard François Philippe Brunck
- Frédéric (1780-1850), maire de Strasbourg, député
- Charles (1783-1862), banquier, conseiller général du Bas-Rhin, chef de bataillon de la garde nationale de Strasbourg, gendre du comte Godefroy Waldner de Freundstein
- Guillaume (1785-1831), lieutenant-colonel, marié à Amélie de Dietrich
- Henri (1789-1849), lieutenant-colonel, marié à Louise, Gräfin von Degenfeld-Schonburg. De Henri descend l'actrice Charlotte de Turckheim.

### Carrière

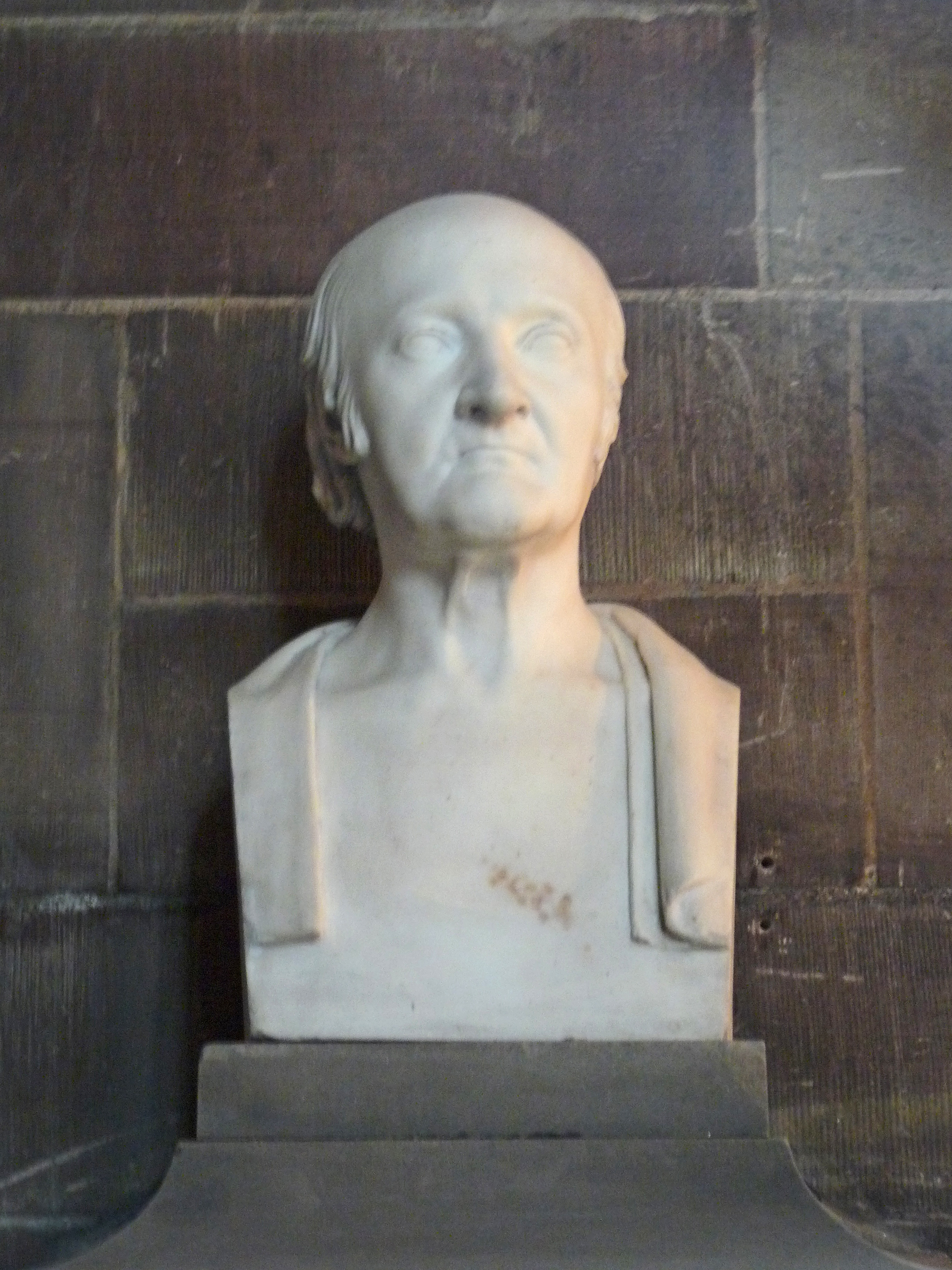
Buste de Bernard-Frédéric de Turckheim au Temple Neuf de Strasbourg

Bernard-Frédéric de Turckheim embrasse la cause des modérés lors de la Révolution. Il est élu maire de Strasbourg le 9 décembre 1792 et occupera cette fonction jusqu'au 20 janvier 1793, date de sa destitution par les représentants Jean-Pierre Couturier, Georges Frédéric Dentzel et Philippe Rühl. 
Craignant de subir le même sort que son prédécesseur Frédéric de Dietrich, il décide de se retirer avec sa famille dans sa propriété de Postroff en Lorraine mais, apprenant qu'il était l'objet d'un mandat d'amener, il se réfugie d'abord à Sarrebruck puis à Heidelberg et enfin à Erlangen où, déguisée en paysanne, Lili vient le rejoindre avec ses quatre enfants. 
À la fin de la Terreur, Bernard-Frédéric de Turckheim revient en Alsace en juin 1795 et s'efforce de rétablir la maison de commerce et de banque familiale. Parvenu à ses fins, il se retire en 1806 au profit de ses deux fils  Jean Frédéric et Jean Charles. En 1809, avec l'accord de Napoléon, il est nommé ministre des finances du Grand-Duc de Bade voisin de l'Alsace. Revenu en France et membre de la Légion d'honneur à la Restauration en 1814, il fut élu député du grand collège du Bas-Rhin, le 22 août 1815. Il siégea dans la minorité ministérielle de la Chambre introuvable, et fut réélu député du même collège, le 11 septembre 1819. Il préside le Conseil général et le Collège électoral de Strasbourg.
En 1824, il est élu député au consistoire général de l'Église de la Confession d'Augsbourg par l'inspection ecclésiastique de Strasbourg-Temple-Neuf, puis réélu en 1826. Cette même année, il est nommé président du Consistoire général et du Directoire de l'Église de la confession d'Augsbourg. Il meurt le 10 juillet 1831 et est inhumé auprès de son épouse dans la chapelle de son domaine à Krautergersheim.

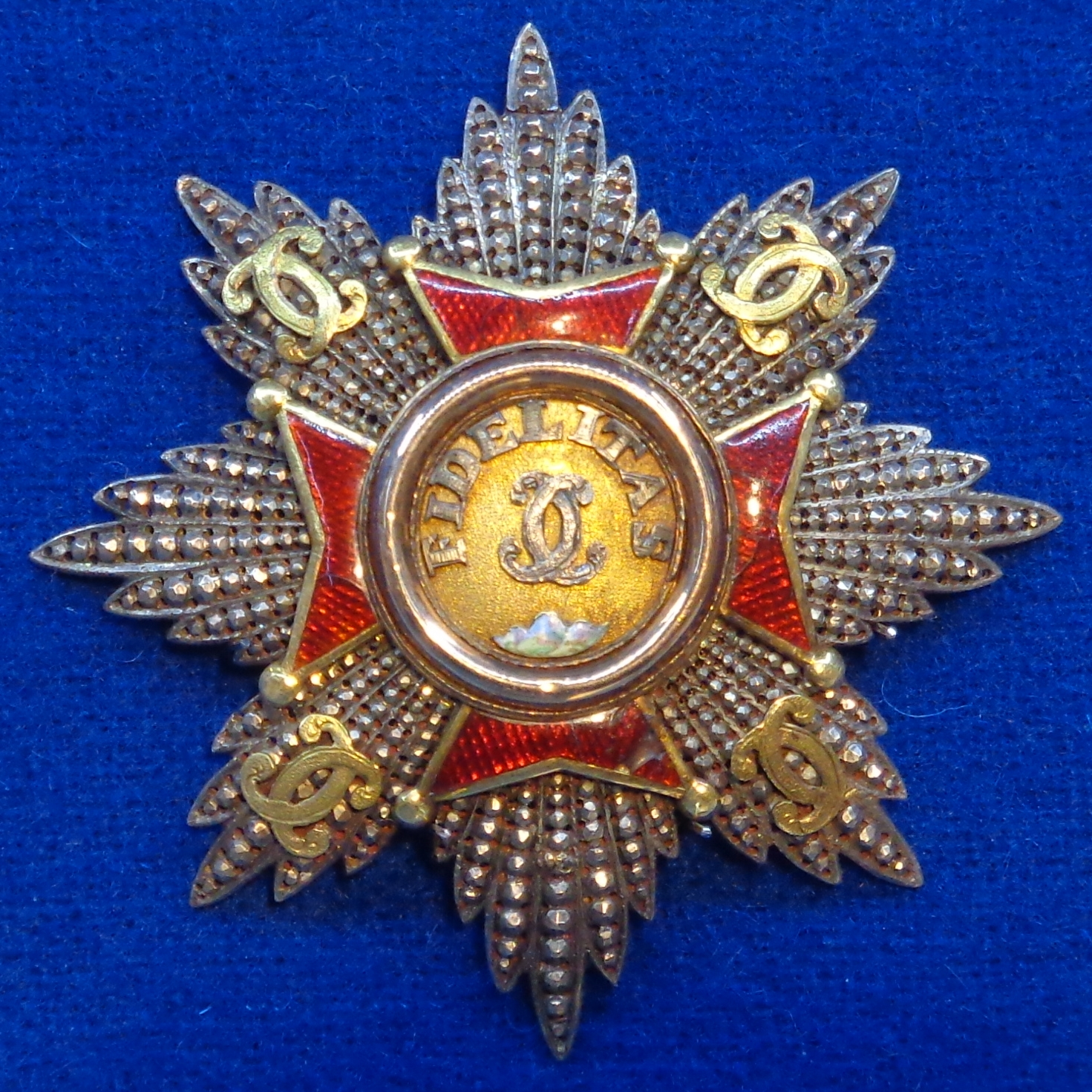
Plaque de grand-croix de l'ordre de la Fidélité (Bade)

## Décorations
- Officier de la Légion d'honneur par décret du 28 octobre 1828
- Chevalier grand-croix de l'ordre de la Fidélité du grand-duché de Bade

Armes
| Image | Armoiries |
| ----- | --- |
|       | Bernard-Frédéric († 1831), baron de Turckheim, maire de Strasbourg, ministre des Finances du grand-duché de Bade Écartelé : aux 1 et 4 d'azur au lion d'or, armé et lampassé de gueules ; aux 2 et 3 d'or à la fasce de sable, accompagnée de deux étoiles du même, 1 en chef et 1 en pointe. |